# Okucsány
Okucsány (horvátul: Okučani) község Horvátországban, Bród-Szávamente megyében.

## Fekvése
Bródtól légvonalban 64, közúton 75 km-re nyugatra, Pozsegától légvonalban 38, közúton 46 km-re délnyugatra, a Psunj-hegység déli lejtői alatt, a Száva völgyétől északra fekvő teraszon, a Novszkát Újgradiskával összekötő út és a Zágrábot Belgráddal összekötő A3-as autópálya mentén, a Sloboština-patak partján fekszik.

## A község települései
A községhez Benkovac, Bijela Stijena, Bobare, Bodegraj, Cage, Čaprginci, Čovac, Donji Rogolji, Gornji Rogolji, Lađevac, Lještani, Mašićka Šagovina, Okucsány, Širinci, Trnakovac, Vrbovljani és Žumberkovac települések tartoznak.

## Története
A régészeti leletek tanúsága szerint ez a vidék már az i. e. 6. századtól lakott volt. A Sloboština jobb partján Okucsánynál római kori leleteket, használati tárgyakat és pénzérméket találtak. Római kori település maradványai kerültek elő a község területén Benkovacról és Cagéról is. 2005-ben a gyorsforgalmi út építése során az Okucsány és Ógradiska közötti terepszakaszon négy régészeti lelőhelyet is találtak, ahonnan számos történelem előtti, ókori és középkori lelet került elő.
A kora középkorban a lesnicai birtok feküdt az akkor Lesnicának, ma Sloboštinának nevezett patak mentén. (A község területén fekvő települések egyikét ma is Lještaninak nevezik.) A Szávától a Lesnica keleti partján a Psunj-hegységig terjedő birtok neve „Leznikmelléke” volt. Ennek a birtokosa Okucs, Okucs bán apja volt, akiről a település is a nevét kapta. Az 1334-es pápai tizedjegyzék a Sloboština mellett említi a Szent Katalin, a Szent László és Szűz Mária templomokat, ami azt jelenti, hogy a mai Okucsány területén a középkorban több templom is állt.
A török 1536 körül szállta meg ezt a vidéket megváltoztatva annak mind etnikai, mind vallási jellemzőit. A horvát lakosság helyére ekkor Boszniából pravoszláv szerbeket telepítettek. A térség csak 1687-ben szabadult fel a török uralom alól. Az első katonai felmérés térképén „Dorf Okucsane” néven található. Lipszky János 1808-ban Budán kiadott repertóriumában „Okucsani” néven szerepel. 
Nagy Lajos 1829-ben kiadott művében „Okuchani” néven 182 házzal, 68 katolikus és 866 ortodox vallású lakossal találjuk. A gradiskai határőrezredhez tartozott, majd a katonai közigazgatás megszüntetése után Pozsega vármegyéhez csatolták. 1873-ban megalapították az önkéntes tűzoltóegyletet.
1857-ben 339, 1910-ben 942 lakosa volt a településnek. Az 1910-es népszámlálás szerint lakosságának 53%-a szerb, 38%-a horvát, 3-3%-a cseh és magyar anyanyelvű volt. Pozsega vármegye Újgradiskai járásának része volt. A fiatal polgári értelmiséget, a kispolgárságot, a gazdagparasztságot tömörítő horvát Radikális párt 1903 őszén az itt tartott gyűlésén fogadta el új programját, melyben az 1868. évi nemzetiségi törvény kibővítését követelte. Az első világháború után 1918-ban az új szerb-horvát-szlovén állam, majd később (1929-ben) Jugoszlávia része lett. 1991-től a független Horvátországhoz tartozik. 1991-ben lakosságának 72%-a szerb, 13%-a horvát, 8%-a jugoszláv nemzetiségű volt. A délszláv háború során a település már a háború elején szerb ellenőrzés alá került. 1991. március 1-jén már kitűzték itt a szerb zászlót. 1992. április 3-án a katolikus templomot lerombolták. 1995. május 2-án a „Bljesak-95” hadművelet második napján foglalta vissza a horvát hadsereg. 2011-ben a településnek 1598, a községnek összesen 3447 lakosa volt.

## Lakossága
| Lakosság változása | Lakosság változása | Lakosság változása | Lakosság változása | Lakosság változása | Lakosság változása | Lakosság változása | Lakosság változása | Lakosság változása | Lakosság változása | Lakosság változása | Lakosság változása | Lakosság változása | Lakosság változása | Lakosság változása | Lakosság változása |
| ------------------ | ------------------ | ------------------ | ------------------ | ------------------ | ------------------ | ------------------ | ------------------ | ------------------ | ------------------ | ------------------ | ------------------ | ------------------ | ------------------ | ------------------ | ------------------ |
| 1857               | 1869               | 1880               | 1890               | 1900               | 1910               | 1921               | 1931               | 1948               | 1953               | 1961               | 1971               | 1981               | 1991               | 2001               | 2011               |
| 339                | 496                | 564                | 765                | 754                | 942                | 840                | 962                | 795                | 1.021              | 1.278              | 1.762              | 2.047              | 2.267              | 1.941              | 1.598              |

## Gazdaság
A község mai gazdasága összességében fejletlen, de nagy fejlesztési lehetőségeket rejt magában. Alapját a mezőgazdaság, az állattartás, a magánvállalkozások és néhány nagyobb vállalat képezi. A nagyobb cégek közé tartoznak az „Agroslavonija” a PZ „Napredak”, az Állami Erdészet, a „Klas” d. d. húsipari vállalat és a „Kamen-Psunj” d. d. bányászati vállalat.
A településen iskola, óvoda, posta, malom, egészségház és gyógyszertár, állatorvosi rendelő és gyógyszertár, mezőgazdasági tanácsadó szolgálat, korszerű piac többrendeltetésű épülettel, két banki kirendeltség, három pékség, számos vegyesbolt és vendéglátóipari egység működik.

## Nevezetességei
- Szent Vid tiszteletére szentelt római katolikus plébániatemploma 1995 és 1996 között épült Florijan Škunc tervei szerint. A település régi katolikus Szent Vid kápolnáját 1906-ban építették. Az engedélyt hosszas huzavona után azzal a feltétellel kapták meg, hogy nem lehet magasabb, mint a pravoszláv templom. Hosszúsága 13, szélessége 8 méter volt. A katolikus plébániát 1987. július 18-án alapították, így a kápolna plébániatemplom rangjára emelkedett. A délszláv háború idején 1992. április 3-án a JNA erői és a szerb szabadcsapatok földig rombolták. Az új templom alapkövét 1995. augusztus 13-án helyezték el és 2003. szeptember 7-én szentelte fel Antun Škvorčević pozsegai püspök. Környezetét 2008-ban rendezték. Az oltár feletti képeket és a festett üvegablakokat 2009-ben szentelték fel. A templom 500 m2-es alapterületű, központi része ellipszis alaprajzú és 12 darab 10 méter magas oszlopon nyugszik. Középső része 15 méter magas. A tetőszerkezetet 12 boltozat tartja, a Napot mint az élet forrását szimbolizálja. Különálló harangtornya 50 méter magas, tetején a 15 méteres kúp alakú toronysisakkal, melyet a Magyar Köztársaság Honvédelmi Minisztériumának támogatásával, az SFOR magyar kontingensének Budapestről küldött helikopterével emeltek a helyére. (Az SFOR közelben állomásozó alakulatai a templom alapjainak és sírboltjának kiásásában is közreműködtek, melynek során mintegy 5000 m3 földet mozgattak meg.) A toronysisakot üveglapokkal fedték be és kilátóként is szolgál.
- Szent Demeter tiszteletére szentelt pravoszláv temploma 1964 és 1969 között épült. Elődjét, mely Szent Péter és Pál apostolok tiszteletére volt szentelve még a 18. század közepén fából építették. Ezt 1882-ben váltotta fel a régi falazott templom, melyet 1942-ben az usztasák az ógradiskai tábor zsidó foglyaival lebonttattak. A mai templom Dragomira Tadić tervei alapján épült 1964 és 1969 között. Berendezését 1995-ben a Villám hadművelet után ellopták, a templom ablakait betörték.

## Kultúra
A KUD „Tkanica” kulturális és művészeti egyesület 2002 januárjának végén kezdte meg működését. Több mint 100 különböző korú tagot tömörít. Az egyesület célja a horvát kulturális örökség megőrzése és előmozdítása. Főbb csoportjai az ifjúsági folklórcsoport, a felnőtt folklórcsoport, az ifjúsági és felnőtt tamburazenekar, valamint az énekkarok és a színjátszó szekciók, amelyek Horvátország egész területén felléptek figyelemre méltó előadásukkal „Jézus szenvedése és halála” címmel.
A helyi önkormányzat égisze alatt 1996 óta minden év áprilisának utolsó hetében rendezik meg a „Bljesak” szobrásztábort, melynek résztvevői az itt alkotott munkáikat az önkormányzatnak, a plébániának és az elemi iskolának adományozzák. Ugyanezen évtől rendezik meg az iskola és az önkormányzat szervezésében a „Djeca pjevaju hitove” azaz „A gyermekek slágereket énekelnek” fesztivált.

## Oktatás
Az elemi iskola a délszláv háborút követően 1995. szeptember 18-án kezdte meg a munkáját. Jelenleg Ógradiska, Smrtić, Ratkovac, Bodegraj-Lađevac, Gornji Bogićevci és Trnakovac településeken működnek területi iskolái. Az intézményben két énekkar és könyvtár működik. Az iskola kezdeményezője a „Lijepa naša” természetbarát mozgalomnak. A környezetvédelmi oktatás elismeréseként az iskola zöld zászlót kapott. A rendes órákon kívül választható tárgyak az informatika, a vallástudomány, az angol és a német nyelv. Ezen kívül számos tanórán kívüli tevékenységet is folytatnak. Az iskolai sportklub és az „Osvit” Diákszövetkezet is aktív tevékenységet folytat az iskolában. 2002 folyamán felújították az iskola épületét, mely köré építették világítással ellátott sportpályákat (labdarúgás, kézilabda, röplabda, kosárlabda, tenisz és asztalitenisz) és egy információs központot építettek.

## Sport
Az NK Psunj Sokol Okučani labdarúgóklubot 1947-ben alapították. A csapat a megyei első ligában szerepel.
A településen öt évig működött egy női kosárlabda klub. A klub kiváló eredményeket ért el, számos barátságos, hivatalos és nemzetközi meccset játszottak. Négy alkalommal községi bajnokok voltak és négyszer voltak másodikak a megyében.
2001 februárja óta működik itt a Slavonija Nanbudo Klub, melynek sportolói az utóbbi években figyelemreméltó eredményeket értek el.
A lakosság körében népszerű sportok a kosárlabda, a kézilabda, a labdarúgás és az asztalitenisz.

## Egyesületek
- A település önkéntes tűzoltóegyletét 1873-ban alapították.
- A „Vepar” vadásztársaságot 1922-ben alapították.
- „Mir i dobra” családcentrum
- „Zajednica susret” humanitárius szervezet
- „Naša djeca” egyesület
- Nők fóruma